# Qualificações para o Campeonato Europeu de Futebol de 1996
As qualificações para o Campeonato Europeu de Futebol de 1996 foram disputadas entre os anos de 1994 e 1995. Quarenta e sete seleções foram divididas em oito grupos, sendo que cada time se enfrentava em jogos dentro e fora de casa. Os vencedores de cada grupo avançavam para a próxima fase, bem como os seis melhores segundos colocados estavam qualificados automaticamente. Já os dois piores vice-líderes se enfrentavam em um jogo em campo neutro. A Inglaterra estava classificada automaticamente por ser a anfitriã do torneio.[carece de fontes?]
Esta foi a primeira qualificação para Campeonatos Europeus em que o sistema de pontuação dava ao vencedor três pontos, em detrimento ao sistema antigo que concedia apenas dois pontos por vitória.

## Equipes classificadas

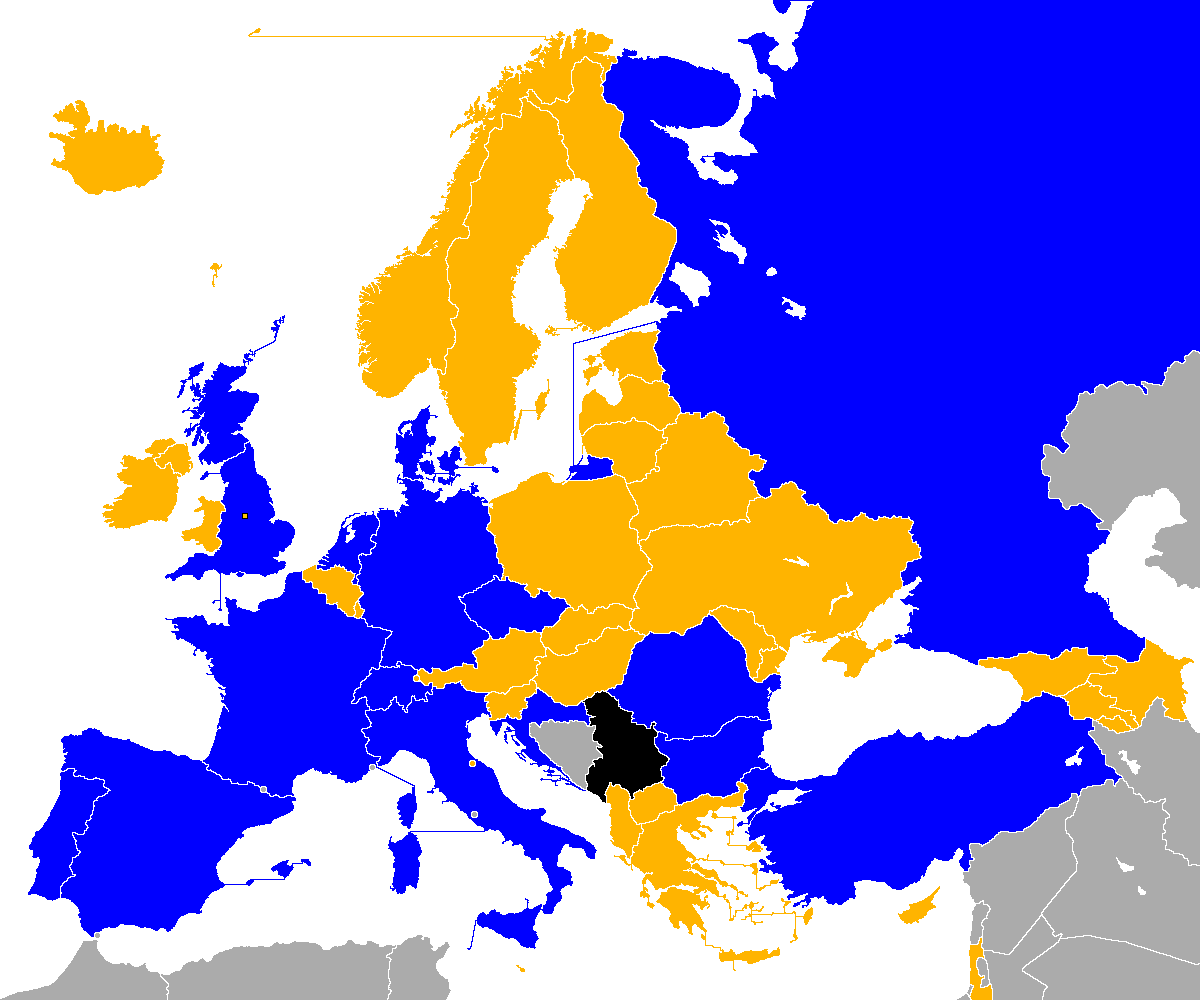
Qualificados
Não qualificados
Não disputaram
Não são membros da UEFA

| País          | Qualificado como           | Qualificado em         | Participações no campeonato            |
| ------------- | -------------------------- | ---------------------- | -------------------------------------- |
| Inglaterra    | Anfitrião                  | 5 de maio de 1992      | 4 (1968, 1980, 1988, 1992)             |
| Espanha       | Vencedor do Grupo 2        | 11 de outubro de 1995  | 4 (1964, 1980, 1984, 1988)             |
| Rússia        | Vencedor do Grupo 8        | 11 de outubro de 1995  | 6 (1960, 1964, 1968, 1972, 1988, 1992) |
| Suíça         | Vencedor do Grupo 3        | 15 de novembro de 1995 | 0 (estreia)                            |
| Croácia       | Vencedor do Grupo 4        | 15 de novembro de 1995 | 0 (estreia)                            |
| Escócia       | 4º melhor segundo colocado | 15 de novembro de 1995 | 1 (1992)                               |
| Bulgária      | 2º melhor segundo colocado | 15 de novembro de 1995 | 0 (estreia)                            |
| Alemanha      | Vencedor do Grupo 7        | 15 de novembro de 1995 | 6 (1972, 1976, 1980, 1984, 1988, 1992) |
| Romênia       | Vencedor do Grupo 1        | 15 de novembro de 1995 | 1 (1984)                               |
| Turquia       | 3º melhor segundo colocado | 15 de novembro de 1995 | 0 (estreia)                            |
| Dinamarca     | 5º melhor segundo colocado | 15 de novembro de 1995 | 4 (1964, 1984, 1988, 1992)             |
| Tchéquia      | Vencedor do Grupo 5        | 15 de novembro de 1995 | 3 (1960, 1976, 1980)                   |
| Itália        | 1º melhor segundo colocado | 15 de novembro de 1995 | 3 (1968, 1980, 1988)                   |
| França        | 6º melhor segundo colocado | 15 de novembro de 1995 | 3 (1960, 1984, 1992)                   |
| Portugal      | Vencedor do Grupo 6        | 15 de novembro de 1995 | 1 (1984)                               |
| Países Baixos | Vencedor dos play-offs     | 13 de dezembro de 1995 | 4 1976, 1980, 1988, 1992)              |

1. ↑  Negrito indica o campeão daquele ano. Itálico indica o anfitrião daquele ano.
2. ↑  De 1960 a 1988, a Rússia competia como União Soviética, e em 1992 como CIS.
3. ↑  De 1972 a 1988, a Alemanha competia como Alemanha Ocidental.
4. ↑  De 1960 a 1980, a República Checa competia como Checoslováquia.

## Sorteio
O sorteio da qualificação foi realizado a 22 de janeiro de 1994 em Manchester. Dinamarca foi colocada na primeira posição dos potes como campeã em título, enquanto as restantes 46 seleções foram divididas em 6 potes conforme a sua posição no Ranking da FIFA. A Jugoslávia não entrou na qualificação por estar suspensa em virtude da Resolução 757 do Conselho de Segurança das Nações Unidas.
| Pote 1                                                                                    | Pote 2                                                                              | Pote 3                                                                                            |
| ----------------------------------------------------------------------------------------- | ----------------------------------------------------------------------------------- | ------------------------------------------------------------------------------------------------- |
| - Dinamarca - Alemanha - França - Rússia - Países Baixos - Suécia - Itália - Irlanda      | - Suíça - Noruega - Roménia - Portugal - Grécia - Espanha - País de Gales - Ucrânia | - Bulgária - República Checa - Bélgica - Escócia - Irlanda do Norte - Polónia - Hungria - Croácia |
| Pote 4                                                                                    | Pote 5                                                                              | Pote 6                                                                                            |
| - Islândia - Áustria - Finlândia - Lituânia - Israel - Bielorrússia - Geórgia - Macedónia | - Turquia - Letónia - Albânia - Chipre - Malta - Ilhas Faroé - Estónia - Eslováquia | - Luxemburgo - San Marino - Eslovénia - Liechtenstein - Moldávia - Armênia - Azerbaijão           |

#### Novas seleções
Várias novas seleções entraram nesta qualificação:
- Da antiga União Soviética: Arménia, Azerbaijão, Bielorrússia, Geórgia, Moldávia e Ucrânia
- Da antiga Checoslováquia: Eslováquia e República Checa
- Da antiga Jugoslávia: Croácia, Eslovénia e Macedónia
- Liechtenstein

### Processo de qualificação
As 46 seleções foram dividas em 8 grupos de qualificação (7 grupos com 6 seleções e 1 grupo com 5 seleções). Todos os primeiros classificados e os seis melhores segundos classificados foram apurados de forma direta para a fase final. Os dois piores segundos classificados fariam um play-off com o vencedor a ter acesso à fase final.

## Grupos

### Grupo 1
| Pos | Equipe     | Pts | J  | V | E | D | GP | GC | SG  | Classificado  |  | ROU | FRA | SVK | POL | ISR | AZE  |
| --- | ---------- | --- | -- | - | - | - | -- | -- | --- | ------------- |  | --- | --- | --- | --- | --- | ---- |
| 1   | Romênia    | 21  | 10 | 6 | 3 | 1 | 18 | 9  | +9  | Eurocopa 1996 |  | —   | 1–3 | 3–2 | 2–1 | 2–1 | 3–0  |
| 2   | França     | 20  | 10 | 5 | 5 | 0 | 22 | 2  | +20 | Eurocopa 1996 |  | 0–0 | —   | 4–0 | 1–1 | 2–0 | 10–0 |
| 3   | Eslováquia | 14  | 10 | 4 | 2 | 4 | 14 | 18 | −4  | Eliminado     |  | 0–2 | 0–0 | —   | 4–1 | 1–0 | 4–1  |
| 4   | Polónia    | 13  | 10 | 3 | 4 | 3 | 14 | 12 | +2  | Eliminado     |  | 0–0 | 0–0 | 5–0 | —   | 4–3 | 1–0  |
| 5   | Israel     | 12  | 10 | 3 | 3 | 4 | 13 | 13 | 0   | Eliminado     |  | 1–1 | 0–0 | 2–2 | 2–1 | —   | 2–0  |
| 6   | Azerbaijão | 1   | 10 | 0 | 1 | 9 | 2  | 29 | −27 | Eliminado     |  | 1–4 | 0–2 | 0–1 | 0–0 | 0–2 | —    |

### Grupo 2
| Pos | Equipe    | Pts | J  | V | E | D | GP | GC | SG  | Classificado  |  | ESP | DEN | BEL | MKD | CYP | ARM |
| --- | --------- | --- | -- | - | - | - | -- | -- | --- | ------------- |  | --- | --- | --- | --- | --- | --- |
| 1   | Espanha   | 26  | 10 | 8 | 2 | 0 | 25 | 4  | +21 | Eurocopa 1996 |  | —   | 3–0 | 1–1 | 3–0 | 6–0 | 1–0 |
| 2   | Dinamarca | 21  | 10 | 6 | 3 | 1 | 19 | 9  | +10 | Eurocopa 1996 |  | 1–1 | —   | 3–1 | 1–0 | 4–0 | 3–1 |
| 3   | Bélgica   | 15  | 10 | 4 | 3 | 3 | 17 | 13 | +4  | Eliminado     |  | 1–4 | 1–3 | —   | 1–1 | 2–0 | 2–0 |
| 4   | Macedônia | 7   | 10 | 1 | 4 | 5 | 9  | 18 | −9  | Eliminado     |  | 0–2 | 1–1 | 0–5 | —   | 3–0 | 1–2 |
| 5   | Chipre    | 7   | 10 | 1 | 4 | 5 | 6  | 20 | −14 | Eliminado     |  | 1–2 | 1–1 | 1–1 | 1–1 | —   | 2–0 |
| 6   | Armênia   | 5   | 10 | 1 | 2 | 7 | 5  | 17 | −12 | Eliminado     |  | 0–2 | 0–2 | 0–2 | 2–2 | 0–0 | —   |

1. 1 2  Pontos de confronto direto: Macedônia 4, Chipre 1.

### Grupo 3
| Pos | Equipe   | Pts | J | V | E | D | GP | GC | SG | Classificado  |  | SUI | TUR | SWE | HUN | ISL |
| --- | -------- | --- | - | - | - | - | -- | -- | -- | ------------- |  | --- | --- | --- | --- | --- |
| 1   | Suíça    | 17  | 8 | 5 | 2 | 1 | 15 | 7  | +8 | Eurocopa 1996 |  | —   | 1–2 | 4–2 | 3–0 | 1–0 |
| 2   | Turquia  | 15  | 8 | 4 | 3 | 1 | 16 | 8  | +8 | Eurocopa 1996 |  | 1–2 | —   | 2–1 | 2–0 | 5–0 |
| 3   | Suécia   | 9   | 8 | 2 | 3 | 3 | 9  | 10 | −1 | Eliminado     |  | 0–0 | 2–2 | —   | 2–0 | 1–1 |
| 4   | Hungria  | 8   | 8 | 2 | 2 | 4 | 7  | 13 | −6 | Eliminado     |  | 2–2 | 2–2 | 1–0 | —   | 1–0 |
| 5   | Islândia | 5   | 8 | 1 | 2 | 5 | 3  | 12 | −9 | Eliminado     |  | 0–2 | 0–0 | 0–1 | 2–1 | —   |

### Grupo 4
| Pos | Equipe    | Pts | J  | V | E | D  | GP | GC | SG  | Classificado  |  | CRO | ITA | LTU | UKR | SVN | EST |
| --- | --------- | --- | -- | - | - | -- | -- | -- | --- | ------------- |  | --- | --- | --- | --- | --- | --- |
| 1   | Croácia   | 23  | 10 | 7 | 2 | 1  | 22 | 5  | +17 | Eurocopa 1996 |  | —   | 1–1 | 2–0 | 4–0 | 2–0 | 7–1 |
| 2   | Itália    | 23  | 10 | 7 | 2 | 1  | 20 | 6  | +14 | Eurocopa 1996 |  | 1–2 | —   | 4–0 | 3–1 | 1–0 | 4–1 |
| 3   | Lituânia  | 16  | 10 | 5 | 1 | 4  | 13 | 12 | +1  | Eliminado     |  | 0–0 | 0–1 | —   | 1–3 | 2–1 | 5–0 |
| 4   | Ucrânia   | 13  | 10 | 4 | 1 | 5  | 11 | 15 | −4  | Eliminado     |  | 1–0 | 0–2 | 0–2 | —   | 0–0 | 3–0 |
| 5   | Eslovênia | 11  | 10 | 3 | 2 | 5  | 13 | 13 | 0   | Eliminado     |  | 1–2 | 1–1 | 1–2 | 3–2 | —   | 3–0 |
| 6   | Estónia   | 0   | 10 | 0 | 0 | 10 | 3  | 31 | −28 | Eliminado     |  | 0–2 | 0–2 | 0–1 | 0–1 | 1–3 | —   |

1. 1 2  Pontos de confronto direto: Croácia 4, Itália 1.

### Grupo 5
| Pos | Equipe        | Pts | J  | V | E | D | GP | GC | SG  | Classificado           |  | CZE | NED | NOR | BLR | LUX | MLT |
| --- | ------------- | --- | -- | - | - | - | -- | -- | --- | ---------------------- |  | --- | --- | --- | --- | --- | --- |
| 1   | Tchéquia      | 21  | 10 | 6 | 3 | 1 | 21 | 6  | +15 | Eurocopa 1996          |  | —   | 3–1 | 2–0 | 4–2 | 3–0 | 6–1 |
| 2   | Países Baixos | 20  | 10 | 6 | 2 | 2 | 23 | 5  | +18 | Avançar para play-offs |  | 0–0 | —   | 3–0 | 1–0 | 5–0 | 4–0 |
| 3   | Noruega       | 20  | 10 | 6 | 2 | 2 | 17 | 7  | +10 | Eliminado              |  | 1–1 | 1–1 | —   | 1–0 | 5–0 | 2–0 |
| 4   | Bielorrússia  | 11  | 10 | 3 | 2 | 5 | 8  | 13 | −5  | Eliminado              |  | 0–2 | 1–0 | 0–4 | —   | 2–0 | 1–1 |
| 5   | Luxemburgo    | 10  | 10 | 3 | 1 | 6 | 3  | 21 | −18 | Eliminado              |  | 1–0 | 0–4 | 0–2 | 0–0 | —   | 1–0 |
| 6   | Malta         | 2   | 10 | 0 | 2 | 8 | 2  | 22 | −20 | Eliminado              |  | 0–0 | 0–4 | 0–1 | 0–2 | 0–1 | —   |

1. 1 2  Pontos de confronto direto: Holanda 4, Noruega 1.

### Grupo 6
| Pos | Equipe           | Pts | J  | V | E | D | GP | GC | SG  | Classificado           |  | POR | IRL | NIR | AUT | LVA | LIE |
| --- | ---------------- | --- | -- | - | - | - | -- | -- | --- | ---------------------- |  | --- | --- | --- | --- | --- | --- |
| 1   | Portugal         | 23  | 10 | 7 | 2 | 1 | 29 | 7  | +22 | Eurocopa 1996          |  | —   | 3–0 | 1–1 | 1–0 | 3–2 | 8–0 |
| 2   | Irlanda          | 17  | 10 | 5 | 2 | 3 | 17 | 11 | +6  | Avançar para play-offs |  | 1–0 | —   | 1–1 | 1–3 | 2–1 | 4–0 |
| 3   | Irlanda do Norte | 17  | 10 | 5 | 2 | 3 | 20 | 15 | +5  | Eliminado              |  | 1–2 | 0–4 | —   | 5–3 | 1–2 | 4–1 |
| 4   | Áustria          | 16  | 10 | 5 | 1 | 4 | 29 | 14 | +15 | Eliminado              |  | 1–1 | 3–1 | 1–2 | —   | 5–0 | 7–0 |
| 5   | Letónia          | 12  | 10 | 4 | 0 | 6 | 11 | 20 | −9  | Eliminado              |  | 1–3 | 0–3 | 0–1 | 3–2 | —   | 1–0 |
| 6   | Liechtenstein    | 1   | 10 | 0 | 1 | 9 | 1  | 40 | −39 | Eliminado              |  | 0–7 | 0–0 | 0–4 | 0–4 | 0–1 | —   |

1. 1 2  Pontos de confronto direto: República da Irlanda 4, Irlanda do Norte 1.

### Grupo 7
| Pos | Equipe        | Pts | J  | V | E | D | GP | GC | SG  | Classificado  |  | GER | BUL | GEO | MDA | WAL | ALB |
| --- | ------------- | --- | -- | - | - | - | -- | -- | --- | ------------- |  | --- | --- | --- | --- | --- | --- |
| 1   | Alemanha      | 25  | 10 | 8 | 1 | 1 | 27 | 10 | +17 | Eurocopa 1996 |  | —   | 3–1 | 4–1 | 6–1 | 1–1 | 2–1 |
| 2   | Bulgária      | 22  | 10 | 7 | 1 | 2 | 24 | 10 | +14 | Eurocopa 1996 |  | 3–2 | —   | 2–0 | 4–1 | 3–1 | 3–0 |
| 3   | Geórgia       | 15  | 10 | 5 | 0 | 5 | 14 | 13 | +1  | Eliminado     |  | 0–2 | 2–1 | —   | 0–1 | 5–0 | 2–0 |
| 4   | Moldávia      | 9   | 10 | 3 | 0 | 7 | 11 | 27 | −16 | Eliminado     |  | 0–3 | 0–3 | 3–2 | —   | 3–2 | 2–3 |
| 5   | País de Gales | 8   | 10 | 2 | 2 | 6 | 9  | 19 | −10 | Eliminado     |  | 1–2 | 0–3 | 0–1 | 1–0 | —   | 2–0 |
| 6   | Albânia       | 8   | 10 | 2 | 2 | 6 | 10 | 16 | −6  | Eliminado     |  | 1–2 | 1–1 | 0–1 | 3–0 | 1–1 | —   |

1. 1 2  Pontos de confronto direto: País de Gales 4, Albânia 1.

### Grupo 8
| Pos | Equipe      | Pts | J  | V | E | D  | GP | GC | SG  | Classificado  |  | RUS | SCO | GRE | FIN | FRO | SMR |
| --- | ----------- | --- | -- | - | - | -- | -- | -- | --- | ------------- |  | --- | --- | --- | --- | --- | --- |
| 1   | Rússia      | 26  | 10 | 8 | 2 | 0  | 34 | 5  | +29 | Eurocopa 1996 |  | —   | 0–0 | 2–1 | 3–1 | 3–0 | 4–0 |
| 2   | Escócia     | 23  | 10 | 7 | 2 | 1  | 19 | 3  | +16 | Eurocopa 1996 |  | 1–1 | —   | 1–0 | 1–0 | 5–1 | 5–0 |
| 3   | Grécia      | 18  | 10 | 6 | 0 | 4  | 23 | 9  | +14 | Eliminado     |  | 0–3 | 1–0 | —   | 4–0 | 5–0 | 2–0 |
| 4   | Finlândia   | 15  | 10 | 5 | 0 | 5  | 18 | 18 | 0   | Eliminado     |  | 0–6 | 0–2 | 2–1 | —   | 5–0 | 4–1 |
| 5   | Ilhas Faroé | 6   | 10 | 2 | 0 | 8  | 10 | 35 | −25 | Eliminado     |  | 2–5 | 0–2 | 1–5 | 0–4 | —   | 3–0 |
| 6   | San Marino  | 0   | 10 | 0 | 0 | 10 | 2  | 36 | −34 | Eliminado     |  | 0–7 | 0–2 | 0–4 | 0–2 | 1–3 | —   |

#### Qualificação dos segundos classificados
Os segundos classificados foram colocados numa tabela para decidir quem irá ser qualificado diretamente. Os melhores seis segundos classificados eram apurados de forma direta, enquanto os dois piores segundos classificados iriam jogar um playoff em campo neutro. Para esta tabela, só iriam contar os pontos feitos contra os primeiros, terceiros e quartos classificados de cada grupo.
| Pos | Grp | Equipe        | Pts | J | V | E | D | GP | GC | SG | Classificado           |
| --- | --- | ------------- | --- | - | - | - | - | -- | -- | -- | ---------------------- |
| 1   | 4   | Itália        | 13  | 6 | 4 | 1 | 1 | 12 | 4  | +8 | Eurocopa 1996          |
| 2   | 7   | Bulgária      | 12  | 6 | 4 | 0 | 2 | 14 | 8  | +6 | Eurocopa 1996          |
| 3   | 3   | Turquia       | 11  | 6 | 3 | 2 | 1 | 11 | 8  | +3 | Eurocopa 1996          |
| 4   | 8   | Escócia       | 11  | 6 | 3 | 2 | 1 | 5  | 2  | +3 | Eurocopa 1996          |
| 5   | 2   | Dinamarca     | 11  | 6 | 3 | 2 | 1 | 9  | 7  | +2 | Eurocopa 1996          |
| 6   | 1   | França        | 10  | 6 | 2 | 4 | 0 | 8  | 2  | +6 | Eurocopa 1996          |
| 7   | 5   | Países Baixos | 8   | 6 | 2 | 2 | 2 | 6  | 5  | +1 | Avançar para play-offs |
| 8   | 6   | Irlanda       | 7   | 6 | 2 | 1 | 3 | 8  | 10 | −2 | Avançar para play-offs |

## Play-off
O jogo de play-off entre os dois piores segundos classificados foi realizado num campo neutro, no caso em Anfield Road, Liverpool.
| Equipa 1 | Res. | Equipa 2      |
| -------- | ---- | ------------- |
| Irlanda  | 0-2  | Países Baixos |